# Ole Due
Ole Due (10. února 1931 – 21. ledna 2005, Hillerød) byl dánský právník.
Působil jako člen dánské delegace na Haagské konferenci mezinárodního práva soukromého; v letech 1979 až 1988 byl soudcem Evropského soudního dvora a v letech 1988 až 1994 předsedou tohoto soudu.
| Předseda Soudního dvora                     | Předseda Soudního dvora | Předseda Soudního dvora                 |
| ------------------------------------------- | ----------------------- | --------------------------------------- |
| Předchůdce: Alexander John Mackenzie Stuart | 1988–1994 Ole Due       | Nástupce: Gil Carlos Rodríguez Iglésias |